# Morris Major 6
La Major 6 è un'autovettura di medie dimensioni prodotta dalla Morris dal 1931 al 1933. È conosciuta anche come Major.
Il modello, disponibile con un solo tipo di carrozzeria, berlina quattro porte, aveva installato un motore a sei cilindri in linea, e valvole laterali, da 1.803 cm³ di cilindrata. La Major 6 raggiungeva una velocità massima di 91 km/h. Nel 1933 il modello venne tolto di produzione e fu sostituito dalla 10/6 e dalla 15/9.